# 小小超人大探险
《小小超人大探险》（英語：The Adventures of Superboy），是在1961年有意制作的电视剧，虽然该电视剧还有另外12集的剧本，但最终只有试播集（“Rajah's Ransom”）进行制作。
该作品为电视剧《小小超人》（Superboy）的先导作品。

## 角色
- Johnny Rockwell扮演小小超人/Clark Kent
- Bunny Henning扮演Lana Lang
- Monty Margetts扮演 Martha Kent
- Ross Elliot扮演Fred Drake
- Charles Maxwell
- Robert Williams
- Richard Reeves扮演Shorty Barnes
- Yvonne White扮演Miss Gibbs
- Stacy Harris扮演Jake Ferde
- Jimmy Bates扮演Jimmie Drake
- Ray Walker扮演Mr. Edlund
- True Ellison扮演Donna

## 家用媒体发行
该试播集唯一的独立版本由专业的发行商（如Video Rarities）进行发行。
该试播集被列入62盘DVD套装《超人前传: The Complete Series》，由华纳家庭视频在2011年11月发行。